# Publications mathématiques de l'IHÉS
Les Publications mathématiques de l'IHÉS sont une revue de mathématiques, à évaluation par les pairs créée en 1959 et éditée par l'Institut des hautes études scientifiques avec le soutien du CNRS. Elle est publiée par Springer.
La revue paraît deux fois par an, après avoir eu un rythme de parution d'un à cinq volumes par an.

## Historique
La revue est créée en 1959 sous l’impulsion de Léon Motchane, et de Jean Dieudonné, alors professeur de l’institut ; elle paraît au début par fascicules isolés et en quatre langues : français, anglais, allemand et russe. 
L'importance de l'IHÉS sous l'influence d'Alexander Grothendieck dans les années 1960 est illustrée par le nombre considérable d'articles parus en anglais, rarement en allemand. Parmi les parutions figurent les Éléments de géométrie algébrique (EGA) bien connues. 
Les rédacteurs en chef de la revue sont : 
- 1959-1979 Jean Dieudonné
- 1980-1998 Jacques Tits
- 1999-2009 Étienne Ghys
- 2009-2010 Sergiu Klainerman, Claire Voisin
- 2011-2019 Claire Voisin
- depuis 2019 Nicolas Bergeron.

## Description
Le rythme de parution s'est stabilisé à 2 numéros par an, après avoir fluctué entre 1 et 5 volumes annuels.
Depuis 2021, la revue est en libre accès.